# Ronnie Bell
Pour les articles homonymes, voir Bell.
Ronald Percy Bell (24 novembre 1907 - 9 janvier 1996)  est un physicien britannique de premier plan  qui travaille au laboratoire de chimie physique de l'Université d'Oxford.

## Biographie
Ronald Percy Bell est l'aîné d'Edwin Alfred Bell et de sa femme Beatrice Annie Ash, enseignants dans une école primaire. Il est né le 24 novembre 1907 à Willowfield, Court House Road, Maidenhead ; il a un frère, Kenneth, et une sœur adoptive, Margaret.
À partir de 11 ans, Bell fréquente la Maidenhead County Boys 'School, où Frank Sherwood Taylor est maître de chimie et a une grande influence sur Bell; de là, il monte au Balliol College pour étudier la chimie en 1924. Bell obtient un baccalauréat spécialisé de première classe en 1928. Exceptionnellement, il publie deux articles en tant qu'auteur unique au cours de sa dernière année ,.
Bell obtient une bourse d'études supérieures de l'Université d'Oxford en 1928 pour travailler avec Brønsted à Copenhague, et en 1930, la Goldsmiths 'Company lui donne une bourse d'études supérieures, lui permettant de travailler sur le comportement thermodynamique et cinétique de solutions non aqueuses. Il tombe amoureux du Danemark et de sa langue et devient suffisamment compétent pour traduire des livres plus tard dans sa vie et être utile à la section scandinave du service de recherche et de presse étrangère pendant la guerre.
Bell retourne à Balliol à l'automne 1932 et y reçoit une bourse de tutorat l'année suivante. Il reste jusqu'en 1966, ayant raté l'élection pour être maître de Balliol par une marge étroite. La carrière de Bell se poursuit en tant que professeur de chimie à l'Université de Stirling. Lui et sa femme se retirent à Leeds.
En 1936, Bell reçoit la médaille Meldola et le prix de l'Institut royal de chimie et en 1941, il est conférencier Tilden de la Chemical Society . En 1944, Bell est élu membre de la Royal Society et en 1956, il est élu président de la Faraday Society.

### Famille
Ronnie Bell épouse Margery Mary West le 16 avril 1931 à Maidenhead. Ils vivent la première année dans un appartement à Copenhague, puis retournent à Oxford en 1932. Leur unique enfant, Michael, y est né en 1936.
Ronald Percy Bell est décédé le 9 janvier 1996 au Kingston Nursing Home de Leeds. Margery est décédée à York le 5 décembre 1999.

## Ouvrages
Bell est l'auteur de The Proton in Chemistry  traitant des réactions acide-base. La deuxième édition (1973) est revue comme donnant une couverture complète de l'équilibre de transfert de protons, de la cinétique chimique, de la catalyse, des effets structurels et de solvant et du mécanisme de réaction, le tout en 300 pages .